# Wojciech Jaruzelski
Wojciech Witold Jaruzelski (6. července 1923 Kurów – 25. května 2014 Varšava) byl polský komunistický generál, politik a v letech 1989–1990 prezident Polska.

## Biografie

### Mládí
Jaruzelski pocházel z vlastenecké šlechtické rodiny. Otec bojoval v polsko-sovětské válce (1920), dědeček v lednovém povstání (1863). V roce 1939 s rodinou přesídlil do Litvy, po sovětské anexi v roce 1940 deportován na Sibiř, kde zemřel jeho otec Władysław. Tam později vstoupil do polské armády, v níž se stal důstojníkem.

### Armáda
V letech 1957 až 1960 velel 12. mechanizované divizi ve Štětíně. V roce 1965 se stal náčelníkem generálního štábu.

### Politická kariéra
V letech 1961–1989 byl poslancem Sejmu. Od roku 1968 do roku 1983 byl polským ministrem národní obrany. V této funkci nechal podle záznamů vratislavské milice 16. července 1975 sestřelit nad Slovenskem civilní letadlo, jehož amatérský pilot Dioniz Bielanski se pokoušel v dvojplošníku An-2 uprchnout z Polska do Rakouska. Letadlo bylo sestřeleno pilotem československé stíhačky 8 kilometrů od rakouských hranic, ale Jaruzelski tvrdil, že si na to nepamatuje.
V letech 1981 až 1985 vykonával funkci předsedy vlády. 13. prosince 1981 jménem Vojenské rady národní záchrany vyhlásil v Polsku válečný stav, aby zastavil rostoucí vliv opozičního hnutí Solidarita. Od listopadu 1985 do července 1989 byl předsedou státní rady PLR, poté od července 1989 do listopadu 1990 prezidentem Polské republiky.

### Proces
Ve Varšavě byl 12. září 2008 zahájen proces s Wojciechem Jaruzelským, v němž čelil spolu se sedmi dalšími vysokými komunistickými činiteli obžalobě z několika trestných činů v souvislosti s vyhlášením válečného stavu v Polsku v prosinci roku 1981. Jaruzelskému v případě odsouzení hrozil trest až 10 let odnětí svobody. Jaruzelski při předběžném projednávání prohlásil, že odpovědnost za výjimečný stav bere na sebe a omluvil se rodinám obětí, kterých bylo kolem devadesáti. Jaruzelski před zahájením procesu požádal, aby byl soudem předvolán jako svědek například bývalý sovětský prezident Michail Gorbačov nebo bývalá britská premiérka Margaret Thatcherová.
Jaruzelski hájil v obhajovací řeči počátkem října 2008 před soudem své rozhodnutí z roku 1981 vyhlásit v zemi výjimečný stav a tvrdil, že tak údajně zabránil vojenské invazi SSSR.
Proces byl ukončen bez rozsudku kvůli zdravotnímu stavu obžalovaného.

### Úmrtí
V roce 2014 zemřel a byl pochován na hřbitově 'Cmentarz Wojskowy na Powązkach' ve Varšavě.

## Fotogalerie

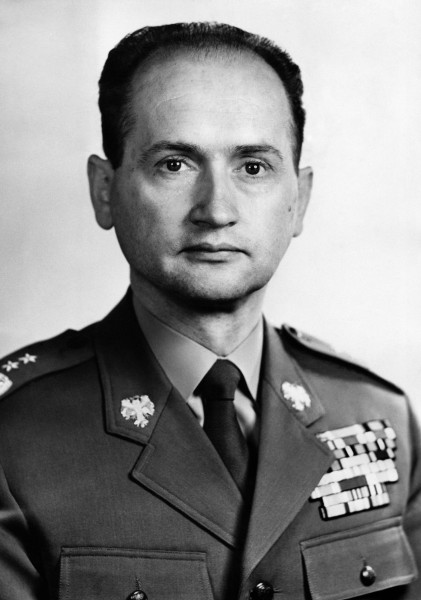
Oficiální portrét z roku 1968
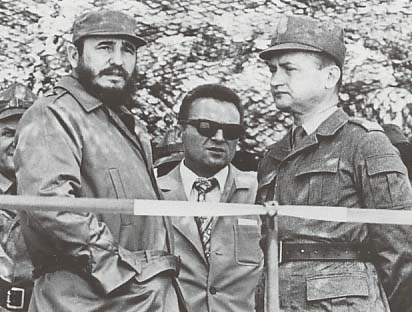
Jaruzelski a Castro (1972)
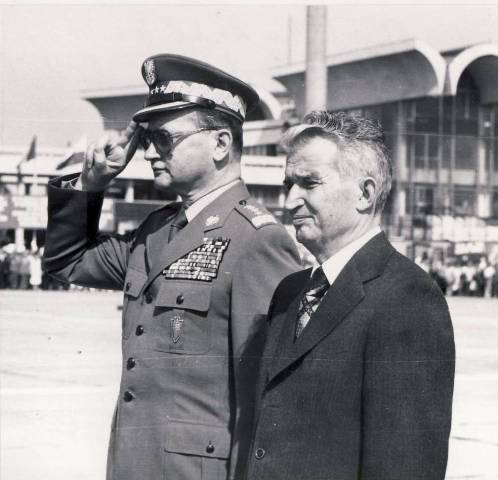
Jaruzelski a Ceauşescu
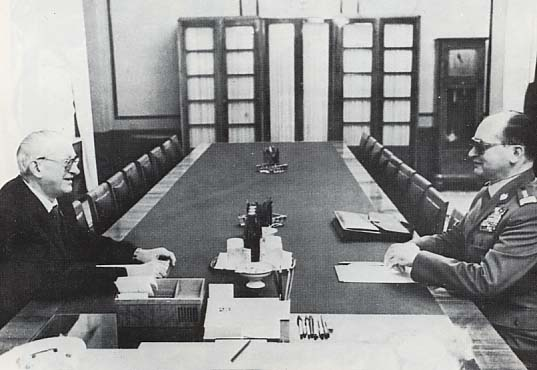
Jaruzelski a Andropov (1980)
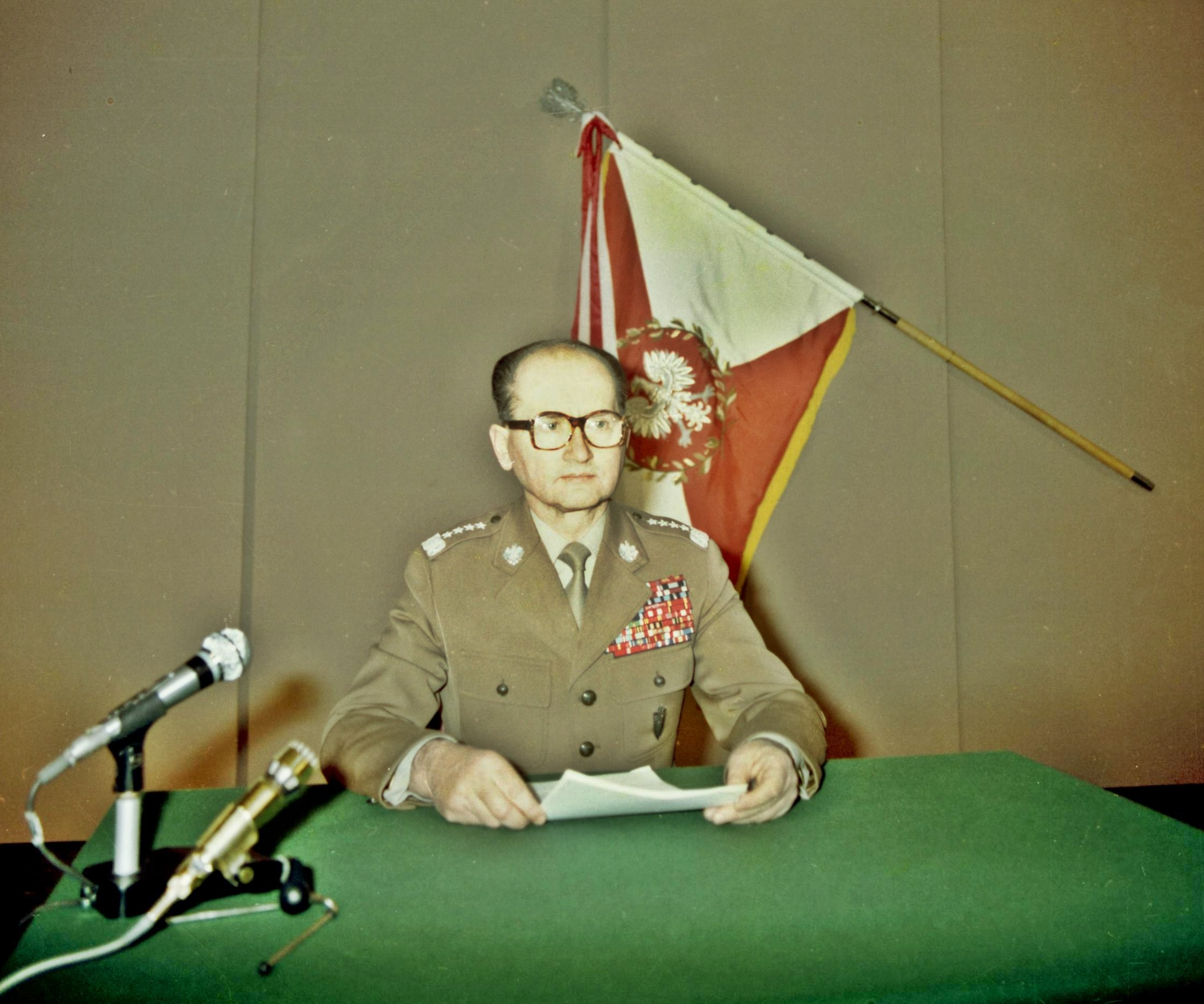
Gen. Wojciech Jaruzelski (1981)
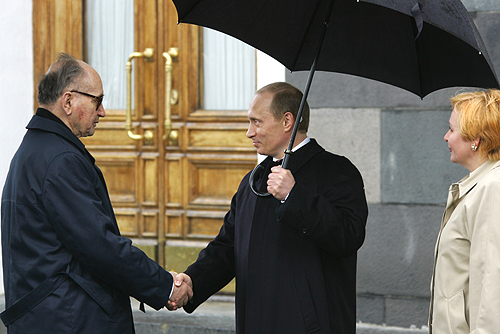
W. Jaruzelski s Vladimirem Putinem
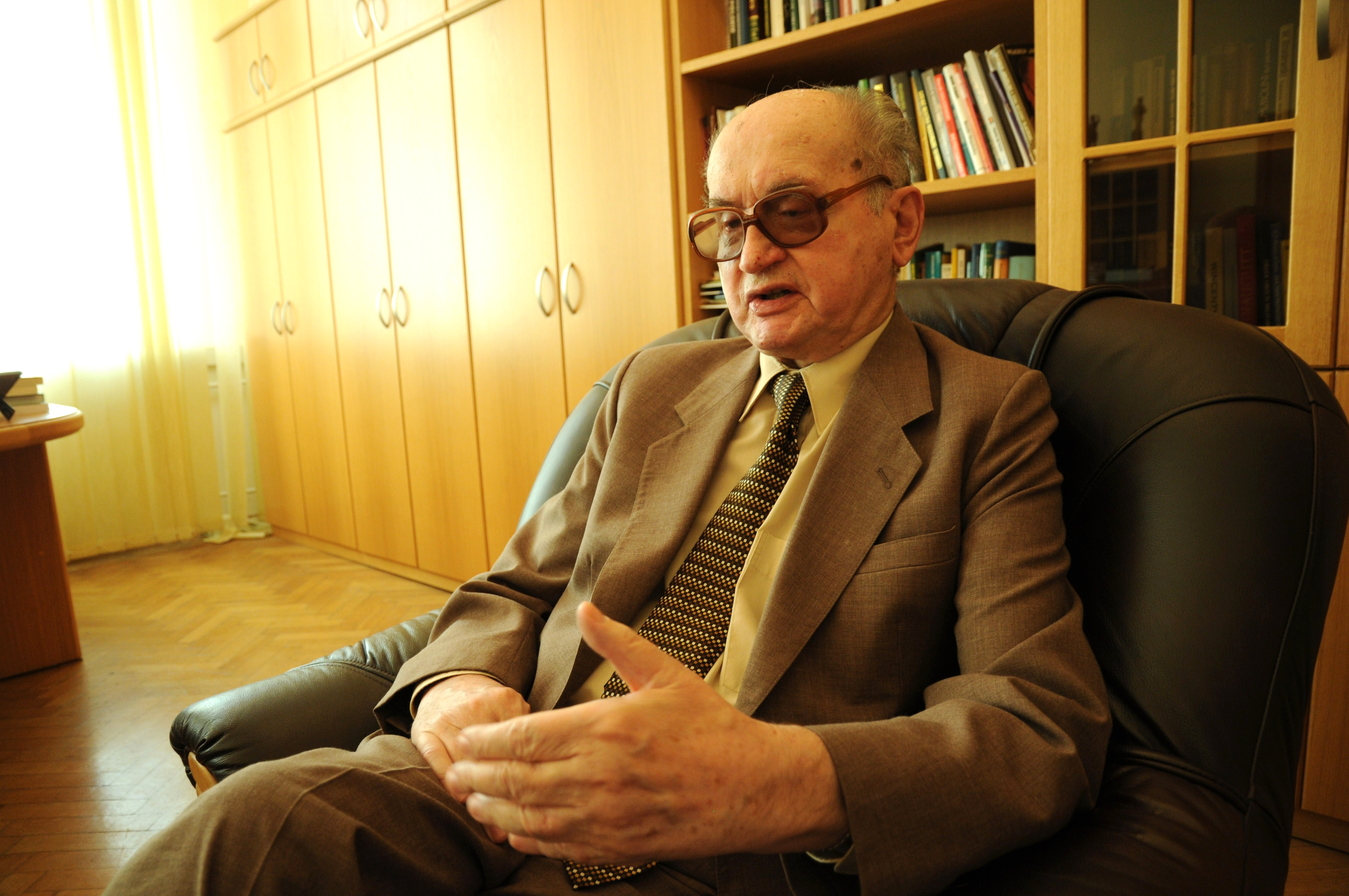
Wojciech Jaruzelski (2009)
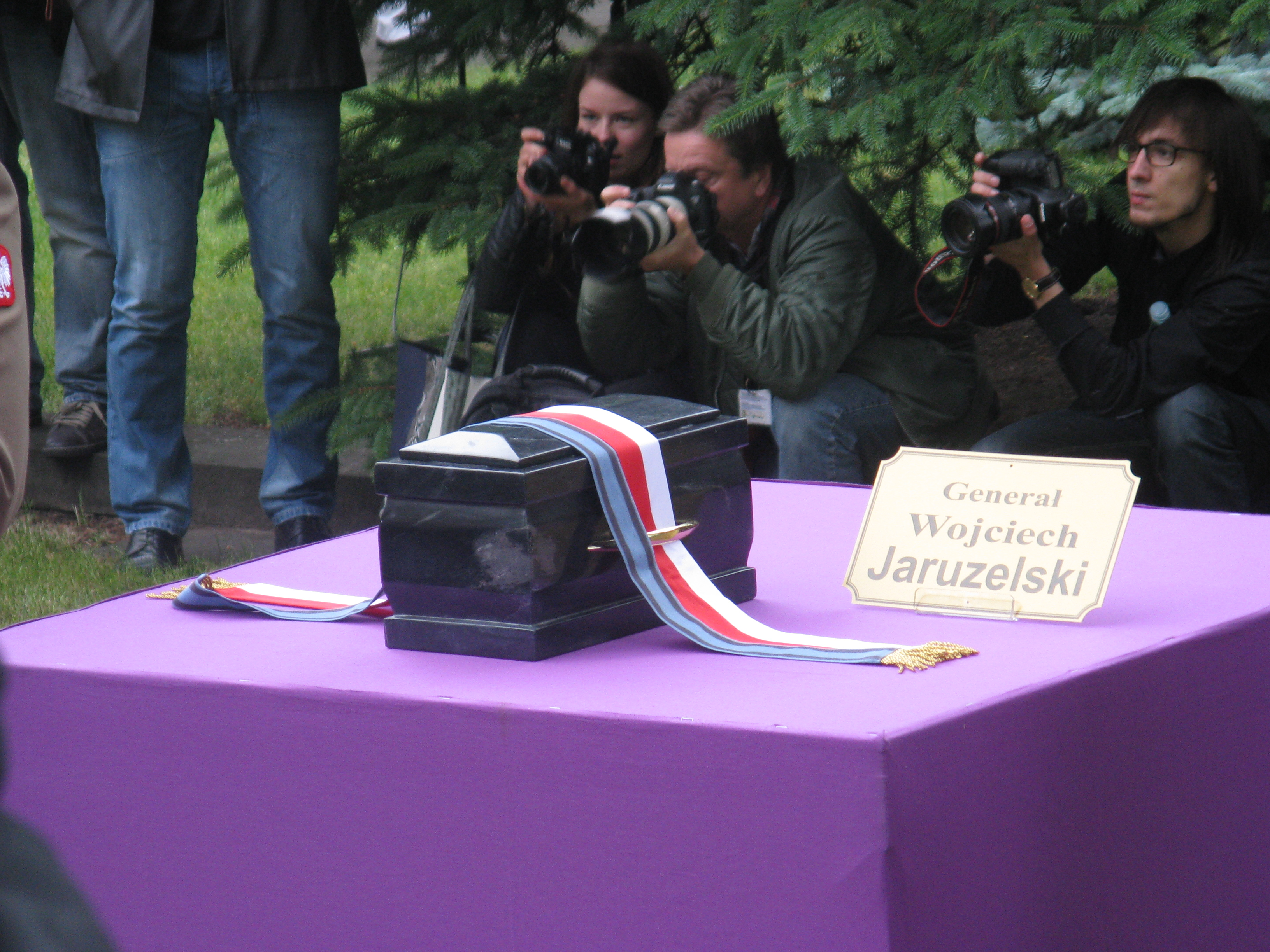
Urna gen. Wojciecha Jaruzelského (2014)
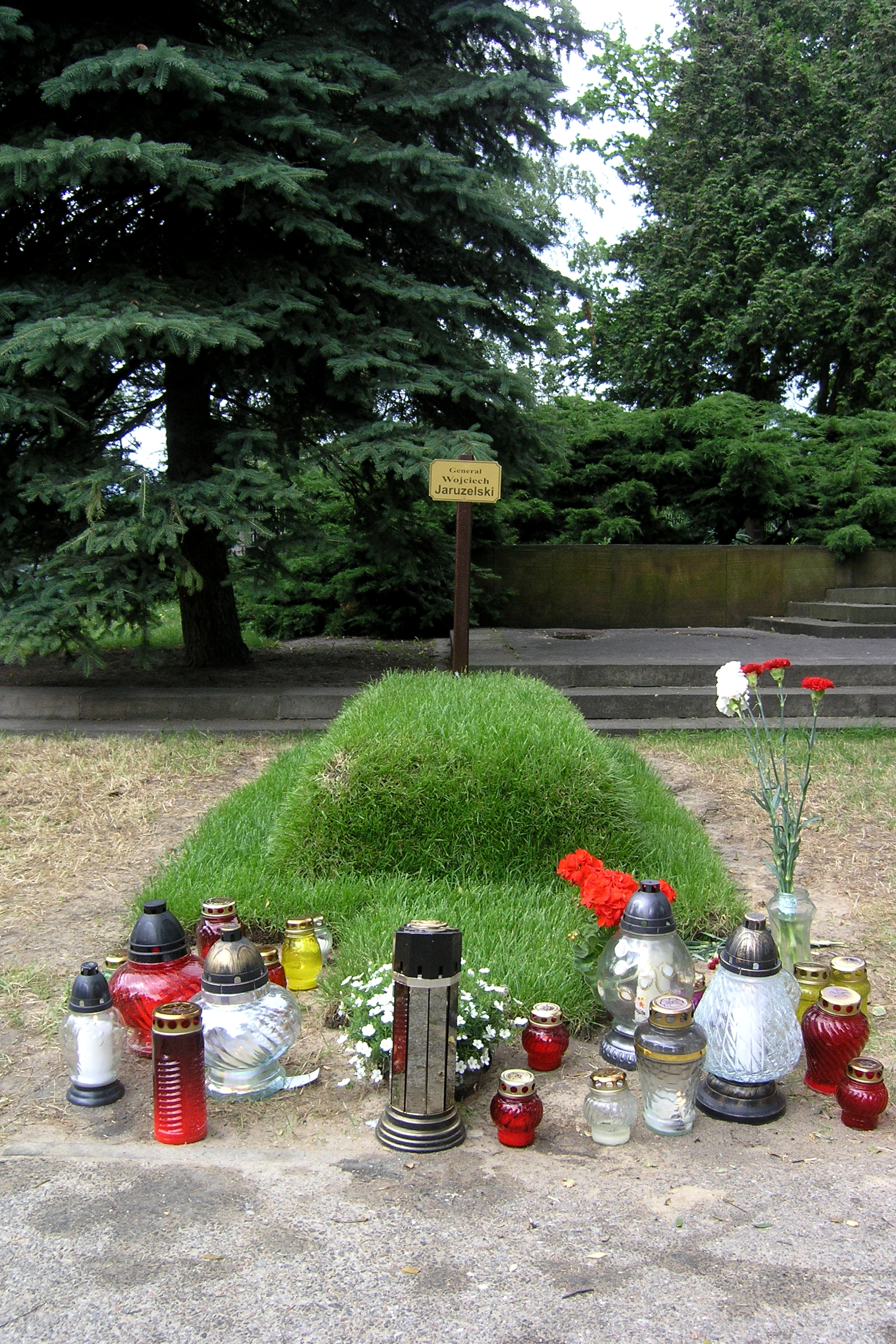
Jeho hrob ve Varšavě (1)
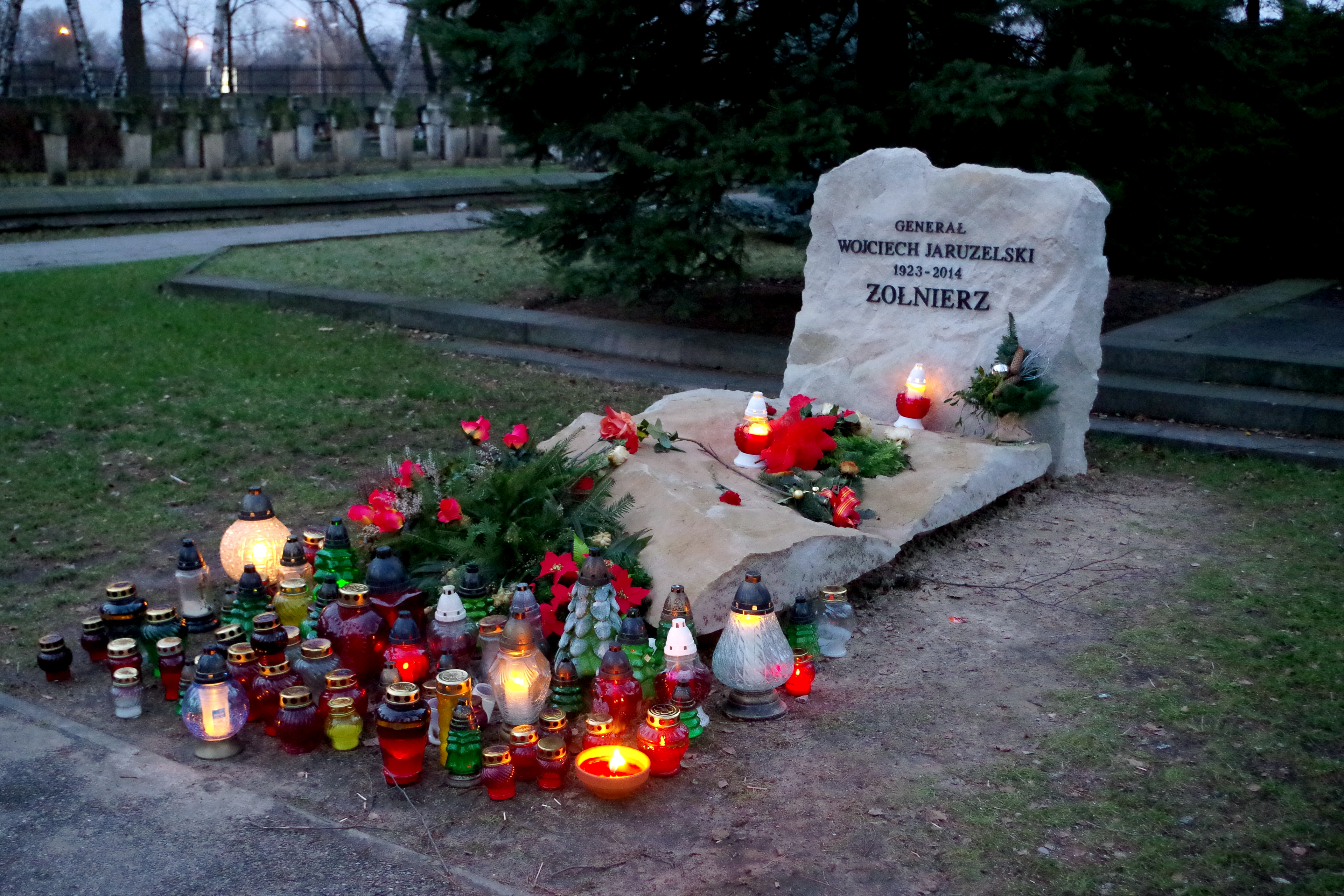
Jeho hrob ve Varšavě (2)